# Nuoto ai XIX Giochi del Mediterraneo - 200 metri farfalla maschili
La gara dei 200 metri farfalla maschili ai XIX Giochi del Mediterraneo si è svolta il 4 luglio 2022. Al mattino si sono svolte le batterie, mentre la finale si è disputata nel pomeriggio.

## Podio
| Pos. | Atleta          | Nazione |
| ---- | --------------- | ------- |
|      | Claudio Faraci  | Italia  |
|      | Andreas Vazaios | Grecia  |
|      | Jaouad Syoud    | Algeria |

## Record
Prima della manifestazione il record del mondo (RM) e il record dei Giochi del Mediterraneo (RG) erano i seguenti.
|  | 1'50"34 | Kristóf Milák       | 21 giugno 2022 Budapest |
|  | 1'56"19 | Velimir Stjepanović | 25 giugno 2013 Mersin   |

Durante la competizione non sono stati migliorati record. 

## Risultati

### Batterie
| Pos. | Batteria | Corsia | Atleta             | Nazionalità | Tempo   | Note |
| ---- | -------- | ------ | ------------------ | ----------- | ------- | ---- |
| 1    | 1        | 4      | Claudio Faraci     | Italia      | 1'58"49 | Q    |
| 2    | 2        | 5      | Miguel Martínez    | Spagna      | 1'59"93 | Q    |
| 3    | 2        | 6      | Polat Uzer Turnalı | Turchia     | 2'00"12 | Q    |
| 4    | 1        | 7      | Andreas Vazaios    | Grecia      | 2'00"57 | Q    |
| 5    | 2        | 4      | Jaouad Syoud       | Algeria     | 2'00"73 | Q    |
| 6    | 1        | 5      | Matthias Marsau    | Francia     | 2'00"76 | Q    |
| 7    | 2        | 3      | Luca Bruno         | Italia      | 2'00"92 | Q    |
| 8    | 1        | 3      | Tom Rémy           | Francia     | 2'01"71 | Q    |
| 9    | 1        | 6      | Lounis Khendriche  | Algeria     | 2'05"88 |      |
| 10   | 2        | 2      | Alessandro Rebosio | San Marino  | 2'06"26 |      |
| 11   | 2        | 1      | Christos Manoli    | Cipro       | 2'09"20 |      |
| 12   | 1        | 2      | Alush Telaku       | Kosovo      | 2'13"84 |      |
| 13   | 2        | 7      | Siraj Al-Sharif    | Libia       | 2'22"97 |      |

### Finale
| Pos. | Corsia | Atleta             | Nazionalità | Tempo   | Note |
| ---- | ------ | ------------------ | ----------- | ------- | ---- |
|      | 4      | Claudio Faraci     | Italia      | 1'57"09 |      |
|      | 6      | Andreas Vazaios    | Grecia      | 1'57"92 |      |
|      | 2      | Jaouad Syoud       | Algeria     | 1'58"37 |      |
| 4    | 7      | Matthias Marsau    | Francia     | 1'59"14 |      |
| 5    | 5      | Miguel Martínez    | Spagna      | 1'59"86 |      |
| 6    | 3      | Polat Uzer Turnalı | Turchia     | 2'00"54 |      |
| 7    | 1      | Luca Bruno         | Italia      | 2'00"63 |      |
| 8    | 8      | Tom Rémy           | Francia     | 2'02"96 |      |